# Armagedon (album)
Armageddon je první řadové album kapely Törr. V roce 1990 vyšlo album jako LP a MC. V roce 1994 bylo vydáno na CD. Skladby na albu jsou z větší části z druhého dema Masturbace mozku 1989 a dvě skladby z prvního dema Witchhammer 1987.

## Seznam skladeb
1. Chrám smrti (intro)
2. Žal
3. Vrať se ke psům
4. Smlouva s peklem
5. Samota v smrti
6. Král Mor
7. Lady Madeline
8. Zlej sen
9. Posedlá
10. Padlý chtíč
11. Armageddon (preview)

## Album bylo nahráno ve složení
- Daniel "Šakal" Švarc – kytara, zpěv
- Vlasta Henych – baskytara, zpěv
- Martin "Melmus" Melmuka – bicí
- Ota Baláž – klávesy a speciální efekty (Jako Host. Pouze Intro)